# Алексино (Грязовецкий район)
Алексино — деревня в Грязовецком районе Вологодской области.
Входит в состав Сидоровского муниципального образования, с точки зрения административно-территориального деления — в Сидоровский сельсовет.
Расстояние по автодороге до районного центра Грязовца — 50 км, до центра муниципального образования Сидорово — 2 км. Ближайшие населённые пункты — Бакшино, Сидорово, Панкратово.
По переписи 2002 года население — 18 человек.